# Nir Bergman
Nir Bergman, hebr. ‏ניר ברגמן‎ (ur. 8 sierpnia 1969 w Hajfie) – izraelski reżyser i scenarzysta filmowy.
Studiował reżyserię w Sam Spiegel Film and Television School w Jerozolimie. Został jedynym jak dotąd dwukrotnym laureatem głównej nagrody na MFF w Tokio za filmy Złamane skrzydła (2002) i Gramatyka intymności (2010). Drugi z nich był adaptacją powieści Księga gramatyki intymnej autorstwa Dawida Grossmana, napisanej w formie monologu wewnętrznego. Był to opis dorastania nastoletniego chłopca w dysfunkcyjnej rodzinie w Jerozolimie lat 60..
Współautor popularnego serialu BeTipul (2005), który doczekał się licznych wersji w innych krajach. Nakręcił również takie filmy fabularne, jak Yona (2014), Neta (2016), Oto my (2020) i Pink Lady (2024). Ostatni z nich był dramatem gejowskim rozgrywającym się w środowisku ortodoksyjnych Żydów. Bergman zdobył za niego nagrodę za najlepszą reżyserię na MFF w Tallinnie.